# Gibbs Quadski
Il Gibbs Quadski è un Veicolo anfibio/ATV, commercializzato a partire da ottobre 2012 dalla Gibbs Sports Amphibians .

## Descrizione
Il Quadski è un quad anfibio ciò significa che all'occorrenza si può trasformare in una moto d'acqua. È dotato di una velocità massima di 72 km/h sia su terra sia su acqua, grazie a un sistema di propulsore jet marittimo e la scomparsa delle ruote. Il Quadski può passare dalla modalità di terra a quella d'acqua e viceversa in circa cinque secondi. Il Quadski utilizza la tecnologia della Gibbs "Amphibian High Speed (HSA)", che comprende più di 300 brevetti in tutto il mondo.
Sviluppato e prodotto da un team di Detroit, il Quadski condivide alcune caratteristiche con la Gibbs Aquada. Quando si entra in acqua, basta premere un pulsante per far rientrare le ruote all'interno del corpo del veicolo e staccarle dalla trasmissione.
Il motore è un BMW Motorrad 1.3L 4 tempi preso dal BMW K1300 R. Nel K1300 questo motore fornisce 175 cv (130 kW), mentre nel Quadski la potenza dichiarata è di 140 cv (100 kW) per la modalità acquatica e di 80 cv (60 kW) per la modalità terrena. Nella modalità acquatica il Quadski utilizza una protezione parasassi per l'aspirazione. L'ugello di sterzo posteriore della Quadski permette di ruotare il veicolo tramite il manubrio.
Il Quadski consente un'autonomia di oltre due ore di viaggio in acqua, mentre l'autonomia a terra è di circa 600 km .